# Intervenção peruana no Equador em 1858-1860
A intervenção peruana no Equador de 1858-1860 foi uma intervenção militar do Peru no Equador iniciada em 26 de outubro de 1858 com o bloqueio naval da costa equatoriana pela Marinha de Guerra do Peru e a posterior invasão por tropas peruanas.
O conflito começou quando o Equador tentou ceder terras na bacia amazônica reivindicadas pelo Peru, a fim de saldar uma dívida com os credores britânicos. Quando as relações diplomáticas entre os dois países se romperam, antes da fragmentação do governo equatoriano em várias facções concorrentes, o governo peruano ordenou um bloqueio dos portos do Equador para forçar o cancelamento da transação e o reconhecimento oficial da propriedade peruana dos territórios disputados. No final de 1859, o controle do Equador estava consolidado entre o general Guillermo Franco Herrera, na cidade de Guayaquil, e um governo provisório em Quito liderado por Gabriel García Moreno. O presidente peruano Ramón Castilla navegou para Guayaquil com vários milhares de soldados em outubro de 1859 e negociou o Tratado de Mapasingue com o General Franco em janeiro de 1860. A assinatura do tratado indicou a conformidade equatoriana com todas as demandas do Peru e marcou temporariamente o fim da disputa territorial entre os dois países. No entanto, em setembro de 1860, as forças do governo provisório, comandadas por García Moreno e o general Juan José Flores, derrotaram o governo de Franco na Batalha de Guayaquil, encerrando a guerra civil no Equador. O novo governo repudiou o Tratado de Mapasingue, seguido pouco depois pelo seu homólogo peruano; isso reabriu a disputa territorial.
A ação militar peruana é algumas vezes referida como "guerra peruano-equatoriana", no entanto, não houve grandes confrontos bélicos entre as tropas dos dois países durante a ocupação temporária do território equatoriano, embora um destacamento de forças peruanas prometido por Castilla no Tratado de Mapasingue tenha se envolvido na posterior Batalha de Guayaquil.